# Escuadra corrediza

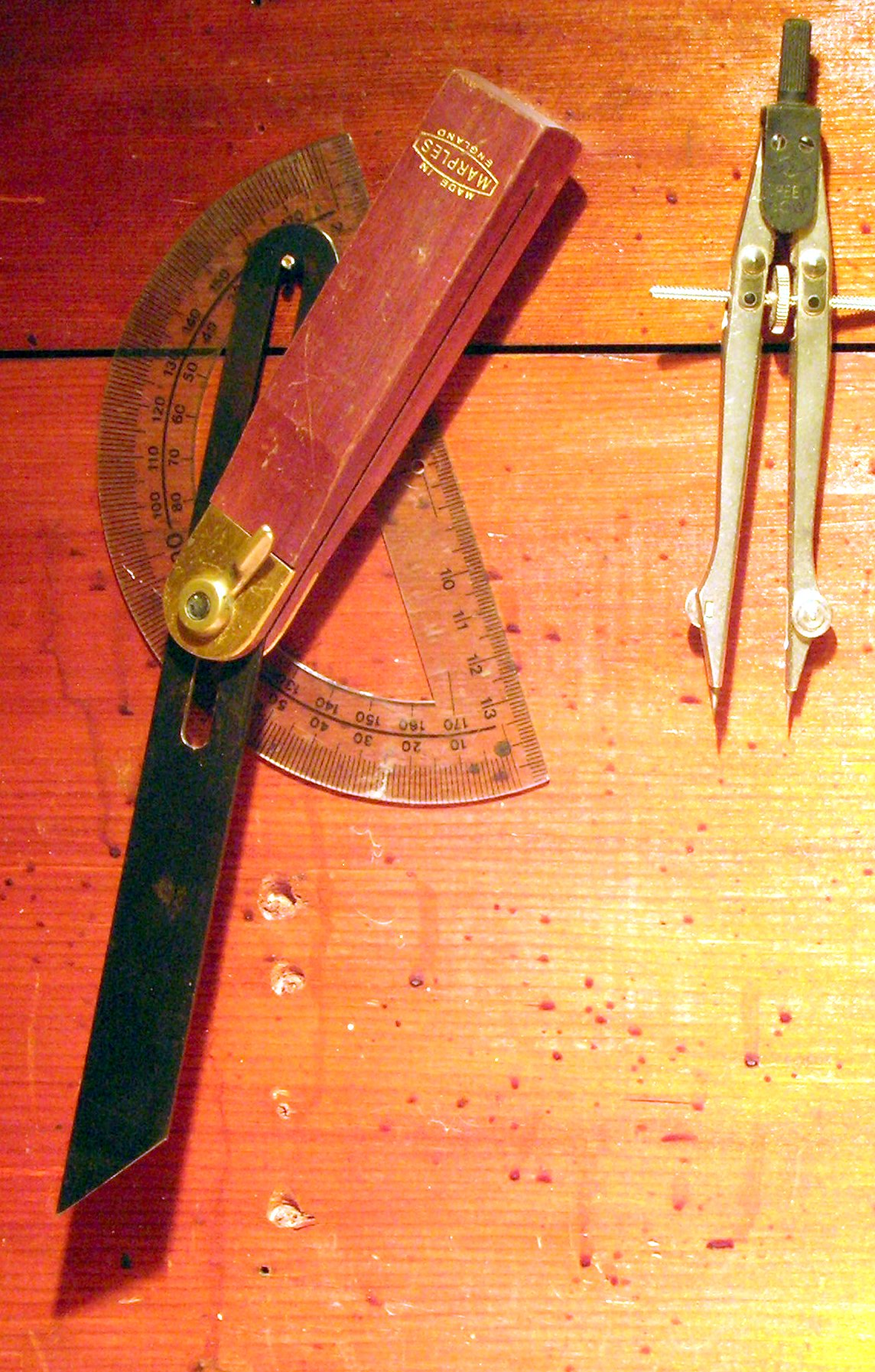
Una escuadra corrediza junto a un transportador y un compás.

La escuadra corrediza es un instrumento de medición ajustable usado para determinar y transferir ángulos.
El mango generalmente está hecho de madera o plástico y se encuentra unido a una lámina de metal que tiene una tuerca o tornillo de oreja para fijarla a determinados ángulos.
Se utiliza estableciendo la escuadra corrediza a una inclinación definida, a veces con ayuda de un transportador y después trasladando la herramienta para el duplicado del ángulo.
- Datos: Q942271
- Multimedia: Sliding T bevels / Q942271